# Kronberg im Taunus
Kronberg im Taunus è una città tedesca situata nel land dell'Assia, fra le colline del Taunus.

## Storia
Ha origini medioevali e nel suo centro storico, posto su una lieve collina, si trova la cosiddetta Burg, complesso di monumenti medioevali. Accanto alla torre si trova una piccola chiesa che venne bombardata durante l'ultima guerra. Di proprietà dei principi d'Assia, venne da costoro ricostruita solo in parte. La parte a cielo aperto, ma dentro l'antica cinta, è destinata a cimitero della famiglia d'Assia. Vi si trovano le tombe della principessa Mafalda di Savoia (perita nel campo di concentramento di Buchenwald), quella di suo marito Filippo, Margravio d'Assia, e della suocera Margherita, sorella dell'imperatore di Germania Guglielmo II. Il cimitero è visitabile dal pubblico. Nei dintorni si trova il grande castello costruito dai principi d'Assia alla fine dell'Ottocento, per ospitare la loro parente, la regina Vittoria d'Inghilterra. Ora il castello è adibito a Grand Hotel e il parco a campo golf.

## Amministrazione

### Gemellaggi
Kronberg im Taunus è gemellata con le seguenti città:
- Le Lavandou, dal 1972
- Ballenstedt, dal 1988
- Porto Recanati, dal 1993
- Aberystwyth, dal 1997
- Guldental
- Zaventem
- Esquel
- Arklow
- Marchena (Spagna)